# Ronnie Lazaro
Ronnie Zabala Lázaro (Negros Occidental, Filipinas, 14 de noviembre de 1957), o más conocido popularmente como Ronnie Lazaro, es un actor de cine, teatro y televisión que ha colaborado en varios proyectos cinematográficos y artísticos en su Filipinas natal, así como en el extranjero. En 2009, le fue otorgado el premio para el mejor actor en la 32.ª edición de los Premios Urían, uno de los más prestigiosos en el país del Sudeste Asiático. Ha ejercido también de productor, director artístico y de casting para otros proyectos de cine y de teatro.
Ha recibido diversas nominaciones a lo largo de su trayectoria artística, nueve de las cuales fueron para el mejor actor de reparto y dos para el mejor actor principal (Ebolusyon ng Pamilyang Pilipino en 2005 y Boatman en 1984). Sus películas han sido galardonadas no sólo en Filipinas sino también en varios festivales internacionales de cine, tales como el de Cannes, el de Berlín o el de Hong Kong. El cortometraje Anino (Sombra), en el que actuó como protagonista, recibió la Palma de Oro en Cannes en 2000. Está actualmente trabajando en una saga titulada Heremias, con el realizador filipino Lav Diaz, cuya primera parte fue estrenada en la 23.ª edición del Festival de Cine de Turín en Italia.
Lazaro también es una cara conocida en el plató televisivo del país por haber representado a varios personajes icónicos de las telenovelas filipinas. Encarnó el conocidísimo papel de Pinong, uno de los antagonistas en la telenovela Anna Luna en los años 90, papel por el cual fue nominado para el mejor actor de reparto en 1990.
Empezó su carrera artística en el teatro. Dirigió en 1979 una obra improvisacional titulada Pugakhang. Ha viajado por toda Filipinas para representar obras teatrales, de las cuales hay que destacar Hiblang Abo (Hilo de ceniza), que él mismo produjo.
Aparte de su trabajo en el escenario y la pantalla grande, ha cosechado éxitos también detrás de la cámara. Su dirección artística para la película Manila by Night: City after Dark (Manila por la noche: La ciudad tras el atardecer) ganó el premio para el mejor diseño de producción en 1981. Un aficionado autodidáctico de la fotografía, lanzó en enero de 2005 una muestra de fotos en el Museo de la Cárcel Real en Cáceres, España, bajo el título Manila en las palmas de la luz. Volvió a montar la misma exposición en octubre de 2006 en el Museo Perez Commendador-Leroux, coincidiendo con el 20º aniversacio de la fundación de este museo.
Le concedieron el Premio Urían para el mejor actor en 2009 por la película Yanggaw (Título internacional: Affliction). Obtuvo dos nominaciones más en la edición de 2012 del mismo festival: una como el mejor actor principal para la película Boundary, y otra como el mejor actor de reparto para Manila Kingpin: The Asiong Salonga Story.
Habla hiligainón como lengua materna, así como el tagalo, el inglés y un poco de español.

## Filmografía
- Ikaw Lamang (2014)